# Semecarpus lineatus
Semecarpus lineatus är en sumakväxtart som beskrevs av A.J.G.H. Kostermans. Semecarpus lineatus ingår i släktet Semecarpus och familjen sumakväxter. Inga underarter finns listade i Catalogue of Life.